# 共和黨 (法國)
- 关于“共和党”的其他意思，請見「共和党」。

共和党（發音：[le ʁepyblikɛ̃]，縮寫為LR）是法國的主要政黨之一，在2017年法国立法选举前曾是與社會黨相對的法國兩大政黨之一。共和党於2015年5月30日更名自人民運動聯盟。共和党是一個戴高樂主義、保守主義及基督教民主主義的親歐盟政黨，主要獲天主教徒、東北部農民及中產階級的支持。

## 歷史
2014年11月，由前法國總統（2007–2012）、人民運動聯盟主席尼古拉·薩科齊对总务委员会提出了更改黨名爲「共和国人」的要求。然而，萨科齐的批评者認爲「共和国人」这個名字是非法的，從法國大革命起每一个支持共和國的價值與理想的法国人都可以自稱「共和人」或「共和主义者」（法语中皆为「Les Républicains」），不應用於政黨名稱。反对的左翼党派和一些个人因此发起诉讼，法院判决否定了控告。总务委员会于5月6日批准了改名，在2015年5月30日的政党成立大会之前的两天中进行了表决，在45.74%的投票黨員中，83.28%的人支持更改名稱，共和国人从而成爲人民运动联盟的合法繼承者。2015年經合併後的大區議會地方選舉，共和国人取得7個大區議會的控制權。

## 領導

### 主席
| 任   | 姓名                      | 圖片 | 任期開始       | 任期結束       |
| ---- | ------------------------- | ---- | -------------- | -------------- |
| 1    | 尼古拉·薩科齊             |      | 2015年5月30日  | 2016年8月23日  |
| 2    | 洛朗·沃基耶               |      | 2016年8月23日  | 2019年6月2日   |
| 代理 | 让·莱奥内蒂               |      | 2019年6月2日   | 2019年10月13日 |
| 3    | 克里斯蒂安·雅各布         |      | 2019年10月13日 | 2022年6月30日  |
| 代理 | 安妮·热纳瓦尔             |      | 2022年7月4日   | 2022年12月11日 |
| 4    | 埃里克·乔蒂 （ 法语 ： Éric Ciotti） |      | 2022年12月11日 | 現任           |

### 副主席
| 任 | 姓名                     | 圖片 | 任期開始       | 任期結束       |
| -- | ------------------------ | ---- | -------------- | -------------- |
| 1  | 纳塔莉·科希丘什科-莫里泽 |      | 2015年5月30日  | 2015年12月15日 |
| 2  | 洛朗·沃基耶              |      | 2015年12月15日 | 2016年8月23日  |
| 3  | 伊莎贝尔·勒卡莱内克      |      | 2016年11月29日 | 2017年12月13日 |
| 4  | 维尔日妮·卡尔梅尔        |      | 2017年12月13日 | 2018年6月17日  |
| 5  | 让·莱奥内蒂              |      | 2018年6月17日  | 2019年10月23日 |
| 6  | 纪尧姆·佩尔捷            |      | 2019年10月23日 | 2021年12月7日  |
| 7  | 安妮·热纳瓦尔            |      | 2021年7月6日   | 2023年1月18日  |
| 8  | 奥雷利安·普拉迪耶        |      | 2023年1月18日  | 2023年2月18日  |
| 9  | 弗朗索瓦-格扎维埃·贝拉米 |      | 2023年1月18日  | 現任           |

## 主要选举记录

### 總統選舉
| 选举年 | 总统候选人      | 第一轮    | 第一轮 | 第一轮 | 第一轮 | 第二轮       | 第二轮       | 第二轮       | 第二轮       |
| 选举年 | 总统候选人      | 票数      | %      |        | 排名   | 票数         | %            |              | 排名         |
| ------ | --------------- | --------- | ------ | ------ | ------ | ------------ | ------------ | ------------ | ------------ |
| 2017   |                 | 7,212,995 | 20.01  |        | 3      | 未進入第二輪 | 未進入第二輪 | 未進入第二輪 | 未進入第二輪 |
| 2022   | 瓦莱丽·佩克雷斯 | 1,679,470 | 4.78   |        | 5      | 未進入第二輪 | 未進入第二輪 | 未進入第二輪 | 未進入第二輪 |

## 备注
1. ↑  中文语境下与1977年成立法国政党“共和党”同名，但两者的法语名并不相同

## 外部連結
- 法國共和黨官方網站 （页面存档备份，存于）